# Douglas Argyll Robertson
Douglas Moray Cooper Lamb Argyll Robertson (Edimburgo, 1837 – Gondal, 3 gennaio 1909) è stato un chirurgo e oftalmologo scozzese.
A lui si deve la descrizione dell'omonimo segno.

## Biografia
Dopo essersi laureato nel 1857 presso l'Università di St. Andrews, si trasferì a Berlino per continuare gli studi con Albrecht von Graefe (1828–1870). Passò la maggior parte della sua carriera a Edimburgo, lavorando come chirurgo oftalmologo presso l'Edinburgh Royal Infirmary e come insegnante di oftalmologia all'Università di Edimburgo. Per un breve periodo fu nominato oculista onorario della Regina Vittoria e di Re Edoardo VII.

## Attività scientifica
Numerosi furono i suoi contributi nel campo dell'oftalmologia.  Nel 1863 descrisse gli effetti oculari della somministrazione di fisostigmina o eserina, un estratto ottenuto dalla fava del Calabar (Physostigma venenosum), pianta dell'Africa tropicale e ne previde l'importanza nel trattamento delle malattie oculari (glaucoma).
Descrisse inoltre il sintomo oculare della neurosifilide, noto al giorno d'oggi come segno di Argyll Robertson.